# Stróbl Alajos
Stróbl Alajos (1939. szeptember 26.) gépészmérnök, a rendszerváltás utáni magyar energiastratégia egyik meghatározó alakja, Strobl Alajos szobrász unokája.

## Tanulmányai
Gyermekéveinek meghatározó helyszíne Lőrinci, az itteni erőműben dolgozott mérnökként édesapja. Édesanyja tanítónő volt a helyi osztatlan iskolában, ezért már ötévesen megkezdte elemi tanulmányait. A hatvani gimnázium után a Budapesti Műszaki Egyetemre járt. Itt gépészmérnöki oklevelet, majd erőműves energetikus szakmérnöki oklevelet és műszaki mechanikából doktori címet szerzett.

## Szakmai pályafutása
A műegyetemi tanulmányok után az Erőtervnél helyezkedett el, ahol több évtizeden keresztül dolgozott. Az 1980-as években öt éven át Németországban tervezett svéd és német erőműveket. A rendszerváltás utáni évtizedben az MVM Stratégiai Osztályát vezette, közben hat éven keresztül a Pécsi erőmű Rt. Igazgatóságának elnöke. Az ezredforduló után a MAVIR-nál folytatta munkáját: közép- és hosszú távú forrásoldali kapacitásterveket állított össze a magyarországi villamosenergia-rendszer fejlesztéséhez. 2005-ös nyugdíjazásától egészen 2018-ig ismét az első munkahelyén dolgozott. Azóta is számos energetikai konferencián tart előadást. Az Energiagazdálkodási Tudományos Egyesület elnökhelyettese.

## Örökségvédelmi tevékenysége
Részt vett a Strobl Alajos Emlékhely Alapítvány létrehozásában, amely több kiadványt adott ki Strobl Alajos szobrairól. Nemcsak saját nagyapjáról tartott több előadást, hanem felesége nagyapjáról, Csonka Jánosról is. Rendszeres vezetéseket tart a Csonka János Emlékmúzeum ban.

## Művei
- Hőerőművi vízfelmelegítések fokozatbeosztásának számszerű vizsgálata. Energia és Atomtechnika 1979/4.
- Új eljárások energiahordozók használatára és az energiahordozó-bázis szélesítésére. Energiagazdálkodás, 1981/11-12. 541-552.
- Kőolaj termékek helyettesítésének egyes lehetőségei. Energiagazdálkodás, 1981/11-12. 571-573.
- A megújuló helyi energiaforrások használata falusi és városiasodó környezetben. Energiagazdálkodás, 1985/5-6. 239-242.
- A hőszivattyúk jövője a hőszolgáltatásban : környezetvédelmi, gazdaságpolitikai és energiapolitikai szempontok. OMIKK Környezetvédelmi Füzetek 1993/6.
- Hőszivattyú-eszköz az energiatakarékossághoz. Magyar Energetika 1994/6.
- Légszennyezés-csökkentés tüzelőanyag-elemekkel az energiaellátásban és a közlekedésben. OMIKK Környezetvédelmi Füzetek 1995/14.
- Környezetterhelés-csökkentés és tőkekímélés erőművek teljesítménynövelő felújításával. OMIKK Környezetvédelmi Füzetek 1997/7.
- A hulladékégetés - termikus kezelés - korszerű irányzatai. OMIKK Környezetvédelmi Füzetek 1997/17.
- Atomtechnikai létesítmények leállítása és felújítása. OMIKK Környezetvédelmi Füzetek 1998/18.
- A villamosenergia-termelési technológiák összehasonlítása környezetszennyezés és egészségi ártalmak szempontjából. OMIKK Környezetvédelmi Füzetek 1998/27.
- Távfűtés és távhűtés kapcsolt rendszerben. OMIKK Környezetvédelmi Füzetek 1998/28.
- Energiatakarékos környezetkímélés hőszivattyúkkal. OMIKK Környezetvédelmi Füzetek 1999/8.
- Erőműépítések világszerte (Magyar Energetika, 1999/1
- A biomassza erőművi és fűtőművi hasznosításának gazdaságossága a fejlett országokban. Budapest 2000
- Nyelvművelés. Beszéljünk az előtagokról! Magyar Energetika 2001/4.
- Korszerű, tiszta széntüzelések erőművekben. Energia Hírek 2001/8.
- Az energiatermelés dinamikája és a globális változások. Budapest 2001
- A vezetékes energiaellátás liberalizálásának gazdasági és környezeti hatása. Budapest 2002
- Termikus hulladékhasznosítás I. Települési szilárd hulladék égetésének korszerű irányzatai. Budapest 2004
- Kell-e, érdemes-e erőművet építeni Magyarországon? Energiafogyasztók Lapja 2004/2. 2-10.
- Magyarország villamosenergia-ellátása. Magyar Atomfórum Egyesület, Budapest 2005
- Energiaellátás és környezetvédelem. Magyar Szemle Új folyam XIV. (2005) 11-12. szám Archiválva 2021. szeptember 26-i dátummal a Wayback Machine-ben
- Hidrogén az energiagazdálkodásban. Budapest 2007
- Hőszivattyú az energiagazdálkodásban. Budapest 2009
- Szolártermia : aktív napenergia-hasznosítás melegvíz-készítésre, fűtésre és hűtésre. Budapest 2010
- Szent István király emlékműve a Budai Várban. (Strobl Alajos köztéri szobrai 1.) Budapest 2012
- A hazai erőműpark, a villamosenergia-ellátás helyzete (konferencia-előadás összefoglalója) Energiagazdálkodás 2014/5-6. szám
- Az Andrássy út mentén. Erkel Ferenc, Liszt Ferenc, Jókai Mór, Károlyi Sándor, Operaház, Zeneakadémia, Epreskert és múzeumok. (Strobl Alajos köztéri szobrai 3.) Budapest 2015
- Mauzóleumok és síremlékek. A Fiumei úti Nemzeti Sírkertben és a Kozma utcai temetőben. (Strobl Alajos köztéri szobrai 5.) Budapest 2017[8]
- Gondolatok a kapcsolt termelésről. Magyar Energetika 2019/5. Archiválva 2021. szeptember 26-i dátummal a Wayback Machine-ben
- Változások a villamosenergia-termelésben. Energiagazdálkodás 2019/3. szám
- A kapcsolt energiatermelés húszéves esélyeiről. Magyar Energetika 2020/2. Archiválva 2021. szeptember 26-i dátummal a Wayback Machine-ben
- Erőműépítésünk várható két évtizede. Energiagazdálkodás 2020/3. szám

Előadásai elérhetők a honlapján

## Díjai
- Eötvös Loránd-díj (1999)
- MTESZ-díj (2003)
- Köztársasági Érdemrend lovagkeresztje (2005)
- MVM Életmű Díj
- Heller László díj Archiválva 2021. szeptember 26-i dátummal a Wayback Machine-ben